# Cliniodes paranalis
Cliniodes paranalis là một loài bướm đêm trong họ Crambidae.